# ردبورن
ردبورن (به انگلیسی: Redbourn) یک روستا و محله مدنی در بریتانیا است که در St. Albans واقع شده‌است. ردبورن ۵٬۳۴۴ نفر جمعیت دارد.